# The Highlights
A The Highlights The Weeknd kanadai énekes legnagyobb slágereit tartalmazó válogatásalbuma. 2021. február 5-én jelent meg a 2020-as After Hours című negyedik stúdióalbumát követően. Ez karrierje második válogatásalbuma, mely legnagyobb slágereit összesíti a 2018-as The Weeknd in Japan után. Két nappal az előtt adták ki, hogy fellépett volna a Super Bowl LV félidei showban. A dalok nagy része három, a Billboard 200-on első helyezést elért albumáról származik: Beauty Behind the Madness (2015), Starboy (2016) és After Hours (2020). Ezen kívül szerepelnek rajta dalok a 2011-es debütáló mixtape-jéről, a House of Balloonsról, a 2018-as My Dear Melancholy című középlemezéről, továbbá két közreműködése is: az Ariana Grandével közös Love Me Harder és a Kendrick Lamarral készült Pray for Me.

## Az albumon szereplő dalok listája
| A The Highlights számlistája | A The Highlights számlistája                                              | A The Highlights számlistája                                                                            | A The Highlights számlistája                             | A The Highlights számlistája | A The Highlights számlistája | A The Highlights számlistája | A The Highlights számlistája | A The Highlights számlistája | A The Highlights számlistája |
|                              | Cím                                                                       | Szerző(k)                                                                                               | Producer(ek)                                             | Hossz                        |                              |                              |                              |                              |                              |
| ---------------------------- | ------------------------------------------------------------------------- | --- | -------------------------------------------------------- | ---------------------------- | ---------------------------- | ---------------------------- | ---------------------------- | ---------------------------- | ---------------------------- |
| 1.                           | Save Your Tears (After Hours, 2020)                                       | Abel Tesfaye Ahmad Balshe Jason Quenneville Karl Martin Sandberg Oscar Holter                           | Max Martin Oscar Holter The Weeknd                       | 3:35                         |                              |                              |                              |                              |                              |
| 2.                           | Blinding Lights (After Hours, 2020)                                       | Tesfaye Balshe Quenneville Sandberg Holter                                                              | Martin Holter The Weeknd                                 | 3:21                         |                              |                              |                              |                              |                              |
| 3.                           | In Your Eyes (After Hours, 2020)                                          | Tesfaye Balshe Sandberg Holter                                                                          | Martin Holter The Weeknd                                 | 3:57                         |                              |                              |                              |                              |                              |
| 4.                           | Can’t Feel My Face (Beauty Behind the Madness, 2015)                      | Tesfaye Ali Payami Savan Kotecha Martin Peter Svensson                                                  | Martin Payami                                            | 3:33                         |                              |                              |                              |                              |                              |
| 5.                           | I Feel It Coming (közreműködik Daft Punk; Starboy, 2016)                  | Tesfaye Thomas Bangalter Guy-Manuel de Homem-Christo Martin McKinney Henry Walter Eric Chedeville       | Daft Punk Doc McKinney Cirkut The Weeknd                 | 4:29                         |                              |                              |                              |                              |                              |
| 6.                           | Starboy (közreműködik Daft Punk; Starboy, 2016)                           | Tesfaye Bangalter de Homem-Christo McKinney Walter Jason Quenneville                                    | Daft Punk Doc McKinney Cirkut The Weeknd                 | 3:50                         |                              |                              |                              |                              |                              |
| 7.                           | Pray for Me (Kendrick Lamarral; Black Panther, 2018)                      | Tesfaye Kendrick Lamar Duckworth Adam Feeney Quenneville McKinney                                       | Dukes Doc McKinney                                       | 3:31                         |                              |                              |                              |                              |                              |
| 8.                           | Heartless (After Hours, 2020)                                             | Tesfaye Leland Tyler Wayne Carlo Montagnese Andre Proctor                                               | Metro Boomin The Weeknd Illangelo Dre Moon               | 3:21                         |                              |                              |                              |                              |                              |
| 9.                           | Often (Beauty Behind the Madness, 2015)                                   | Tesfaye Benjamin Diehl Quenneville Ahmad Balshe Danny Schofield Ali Kocatepe Sabahattin Ali Osman İşmen | Ben Billions The Weeknd DaHeala                          | 4:09                         |                              |                              |                              |                              |                              |
| 10.                          | The Hills (Beauty Behind the Madness, 2015)                               | Tesfaye Balshe Emmanuel Nickerson Montagnese                                                            | Mano Illangelo                                           | 4:02                         |                              |                              |                              |                              |                              |
| 11.                          | Call Out My Name (My Dear Melancholy, 2018)                               | Tesfaye Feeney Nicolas Jaar                                                                             | Frank Dukes                                              | 3:48                         |                              |                              |                              |                              |                              |
| 12.                          | Die for You (Starboy, 2016)                                               | Tesfaye McKinney Prince 85 Dylan Wiggins Magnus Høiberg William Thomas Walsh                            | Doc McKinney Cirkut The Weeknd Cashmere Cat Prince 85    | 4:20                         |                              |                              |                              |                              |                              |
| 13.                          | Earned It (Fifty Shades of Grey, 2014 és Beauty Behind the Madness, 2015) | Tesfaye Stephan Moccio Quenneville Balshe                                                               | Moccio DaHeala                                           | 4:37                         |                              |                              |                              |                              |                              |
| 14.                          | Love Me Harder (Ariana Grandével; My Everything, 2014)                    | Martin Kotecha Peter Svensson Ali Payami Tesfaye Ahmad Balshe                                           | Payami Svensson P. Carlsson                              | 3:56                         |                              |                              |                              |                              |                              |
| 15.                          | Acquainted (Beauty Behind the Madness, 2015)                              | Tesfaye Quenneville Schofield Montagnese Diehl                                                          | Ben Billions Illangelo DaHeala DannyBoyStyles The Weeknd | 5:48                         |                              |                              |                              |                              |                              |
| 16.                          | Wicked Games (House of Balloons, 2011)                                    | Tesfaye McKinney Montagnese Rainer Millar Blancheur                                                     | Doc McKinney Illangelo                                   | 5:25                         |                              |                              |                              |                              |                              |
| 17.                          | The Morning (House of Balloons, 2011)                                     | Tesfaye McKinney Montagnese                                                                             | McKinney Illangelo                                       | 5:15                         |                              |                              |                              |                              |                              |
| 18.                          | After Hours (After Hours, 2020)                                           | Tesfaye Quenneville Balshe Montagnese Mario Winans                                                      | Illangelo The Weeknd DaHeala Winans                      | 6:01                         |                              |                              |                              |                              |                              |
| 77:55                        |                                                                           | |                                                          |                              |                              |                              |                              |                              |                              |

## Albumlistás helyezések
| Albumlista (2021)                          | Legjobb helyezés |
| ------------------------------------------ | ---------------- |
| Ausztrália (ARIA)                          | 2                |
| Ausztria (Ö3 Austria Top 40)               | 15               |
| Belgium (Ultratop Flandria)                | 10               |
| Belgium (Ultratop Vallónia)                | 21               |
| Kanada (Billboard Canadian Albums Chart)   | 1                |
| Csehország (ČNS IFPI Albums Top 100)       | 79               |
| Dánia (Hitlisten Album Top 40)             | 27               |
| Hollandia (Dutch Charts Album Top 100)     | 29               |
| Franciaország (SNEP Album Top 100)         | 4                |
| Németország (Offizielle Top 100)           | 13               |
| Olaszország (FIMI)                         | 44               |
| Új-Zéland (RMNZ)                           | 5                |
| Lengyelország (ZPAV Album Top 50)          | 12               |
| Egyesült Királyság (Scottish Albums)       | 11               |
| Svájc (Schweizer Hitparade Top 100 Albums) | 10               |
| Egyesült Királyság (UK Albums Chart)       | 2                |
| USA Billboard 200                          | 2                |
| USA Top R&B/Hip-Hop Albums (Billboard)     | 1                |

## Megjelenések
| Régió       | Dátum            | Formátum                      | Kiadó                 | Forr.  |
| ----------- | ---------------- | ----------------------------- | --------------------- | ------ |
| Világszerte | 2021. február 5. | CD digital download streaming | XO Republic           | [ 29 ] |
| Japán       | 2021. március 5. | CD                            | Universal Music Japan | [ 30 ] |

## Fordítás
- Ez a szócikk részben vagy egészben  a   The Highlights című angol Wikipédia-szócikk fordításán alapul.  Az eredeti cikk szerkesztőit annak laptörténete sorolja fel. Ez a jelzés csupán a megfogalmazás eredetét és a szerzői jogokat jelzi, nem szolgál a cikkben szereplő információk forrásmegjelöléseként.